# Judith Bookbinder
Judith Arlene Bookbinder (* im 20. Jahrhundert) ist eine US-amerikanische Kulturwissenschaftlerin.
Bookbinder promovierte 1998 an der Universität Boston. Sie unterrichtet am Fine Arts Department des Morissey College of Arts and Sciences des Boston College. Ihre Forschungsgebiete sind die US-amerikanische und europäische Malerei, Skulptur und Fotografie des 19. und 20. Jahrhunderts, der deutsche und US-amerikanische Expressionismus sowie östliche Einflüsse auf westliche Kunst. In ihrem Buch Boston Modern: Figurative Expressionism as Alternative Modernism von 2005 untersuchte sie das Selbstverständnis und die Bedeutung der Bostoner figurativen Expressionisten im Verhältnis zur zunehmend dominierenden Abstraktion in der ersten Hälfte des 20. Jahrhunderts. Neben ihrer Lehrtätigkeit kuratiert sie auch Ausstellungen.